# Вулиця Святителя-хірурга Луки
Ву́лиця Святителя-хірурга Луки — вулиця в Черкасах, яка розташована в мікрорайоні Соснівка і проходить перпендикулярно вулиці Дахнівській.

## Розташування
Починається від вулиці Тургенєва на півночі, простягається на південний захід, перетинаючись з вулицею Санаторною. Далі вулиця проходить як дорога до вулиці Пахарів хутір.

## Опис
Вулиця неширока, по 1 смузі руху в кожний бік.

## Походження назви
Вулиця була утворена в 1914 році як Черкаська просіка. В повоєнний час і до 1961 року називалась також Радянською. У 2022 Рішенням Черкаської міської ради від 22.12.2022 №34-36 перейменовано на вулицю Святителя-хірурга Луки.

## Будівлі

Обласна лікарня

По вулиці розташовується територія Черкаської обласної лікарні.